# 戸塚貴久子
戸塚 貴久子（とつか きくこ、1972年10月7日 - ）は、日本のフリーアナウンサー。こどもアナウンス発声協会講師、ファイナンシャル・プランナー、心理カウンセラー、高校・中学・小学校・教員免許保持。

## 来歴・人物
静岡県静岡市生まれ。愛知教育大学附属岡崎小学校、浜松市立高等学校、奈良教育大学教育学部卒。大学3年時の1993年には、ミス浜松グランプリを受賞。文部省国立大学交換留学制度による米国セントラルミシガン大学、他にイギリスへの留学経験を持つ。専攻は教育、精神保健。
1995年、テレビ静岡入社。新人時代には番組でホノルルマラソンに出場し、4時間51分で完走。テレビ静岡時代は主に『スーパーニュース』のメインキャスター、『めざましテレビ』、他情報番組MCなどを担当。
2000年10月、セント・フォースへ移籍。
2007年2月、外科医と結婚。2010年9月には男児を出産。一時期子育てに専念。
テレビ静岡退社後は東京に活動の拠点を移し、『スーパーJチャンネル』（テレビ朝日）、『Newsリアルタイム』（日本テレビ）など報道番組に多数出演。内閣府インターネットテレビでは安倍晋三と対談。当時千葉県知事の森田健作との番組『I LOVE 日本』では代議士を招いてのトークを展開。政府広報番組『ドゥJAPAN』でも司会を務めるほか、将棋番組キャスター、日経CNBCやダイワ・証券情報TVなど経済キャスターとしても活動。
2012年12月仕事を再開。現在は圭三プロダクションに所属。
特技は、英会話、薙刀、空手。薙刀は国体選手で全国ベスト8。空手は黒帯で、『とんねるずのみなさんのおかげでした』（フジテレビ）で瓦5枚割りを披露したことがある。
趣味は、歌舞伎鑑賞、茶道、香道、書道、将棋など。および水泳、ゴルフ、テニスなどスポーツ全般のほか、料理、全国食べ歩き、歴史探訪、海外旅行など。47都道府県、海外40ヶ国近くに渡航。
資格は、小、中、高の教員免許、ファイナンシャル・プランナー、心理カウンセラー、フラワーデザイナー、アロマテラピスト、将棋文化検定他の資格持つ。

## 出演番組

### 現在
（東京）報道、経済、将棋番組他（静岡）kmix静岡FM放送 ニュース番組  水曜日 木曜担当
各種MC他

### 過去
- テレビ静岡ザ・ヒューマン
- テレビ静岡スーパーニュース
- めざましテレビ（テレビ静岡からの中継担当）
- ニュースプラス1（日本テレビ）
- NNN Newsリアルタイム（日本テレビ）
- スーパーJチャンネル（テレビ朝日）
- ネクストステージ（BSジャパン）
- NY×TOKYO CROSSING グローバルマネー最前線（日経CNBC）
- 内閣府インターネットテレビ・安倍総理の官邸トーク
- ドゥ!JAPAN（日経CNBC・政府広報オンライン）
- 森田健作のI LOVE 日本（USEN・GyaO）
- ワザあり!菅下清博の株式道場（ダイワ・証券情報TV）
- 将棋まるごと90分（囲碁・将棋チャンネル）
- 経済ライブ!マンハッタン・エクスプレス（日経CNBC）
- ジャスト（TBS）
- ザ!芸能人お宝鑑定!（TBS）
- 陳情!ドリーム公社（テレビ東京）
- 日本列島ほっと通信（TBSラジオ）

## 参考
1. ↑  “こどもアナウンス発声協会 会員(指導者)一覧”. 2023年5月15日閲覧。
2. ↑  『静岡新聞』（1993年5月4日、18面、静岡新聞社）
3. ↑  『静岡新聞』（1993年5月5日、20面 『この人』、静岡新聞社）
4. ↑  『中日新聞』（1993年5月4日、16面、中日新聞社）
5. ↑  戸塚貴久子ブログ
6. ↑  “『めでたい！』”. 望月理恵オフィシャルブログ「mochiee's garden」Powered by Ameba. 2025年2月5日閲覧。
7. ↑  “中田有紀『幸せオーラ』”. 中田有紀オフィシャルブログ　『AKI-BEYA』Powered by Ameba. 2025年2月5日閲覧。